# Buchanan (Wisconsin)
Buchanan es un pueblo ubicado en el condado de Outagamie en el estado estadounidense de Wisconsin. En el Censo de 2010 tenía una población de 6755 habitantes y una densidad poblacional de 166.37 personas por km².

## Geografía
Buchanan se encuentra ubicado en las coordenadas 44°16′10″N 88°14′14″O / 44.26944, -88.23722. Según la Oficina del Censo de los Estados Unidos, Buchanan tiene una superficie total de 40.6 km², de la cual 39.72 km² corresponden a tierra firme y (2.18 %) 0.89 km² es agua.

## Demografía
Según el censo de 2010, había 6755 personas residiendo en Buchanan. La densidad de población era de 166.37 hab./km². De los 6755 habitantes, Buchanan estaba compuesto por el 96.57 % blancos, el 0.56 % eran afroamericanos, el 0.21 % eran amerindios, el 1.24 % eran asiáticos, el 0.03 % eran isleños del Pacífico, el 0.12 % eran de otras razas y el 1.27 % pertenecían a dos o más razas. Del total de la población el 1.79% eran hispanos o latinos de cualquier raza.